# Metohija (Ston)
Metohija is een plaats in de gemeente Ston in de Kroatische provincie Dubrovnik-Neretva. De plaats telt 168 inwoners (2001).